# Ленинградская АЭС-2
Ленингра́дская атомная электростанция-2 (Ленинградская АЭС-2) — действующая АЭС в городе Сосновый Бор Ленинградской области. Площадка строительства станции расположена в 35 км западнее границы Санкт-Петербурга и в 70 км от исторического центра.
Подключение первого энергоблока к единой энергосистеме страны состоялось 9 марта 2018 года. 22 октября 2020 года второй энергоблок был подключен к энергосистеме страны. Идёт строительство третьего и начаты подготовительные работы для строительства четвёртого энергоблоков.

## Описание станции

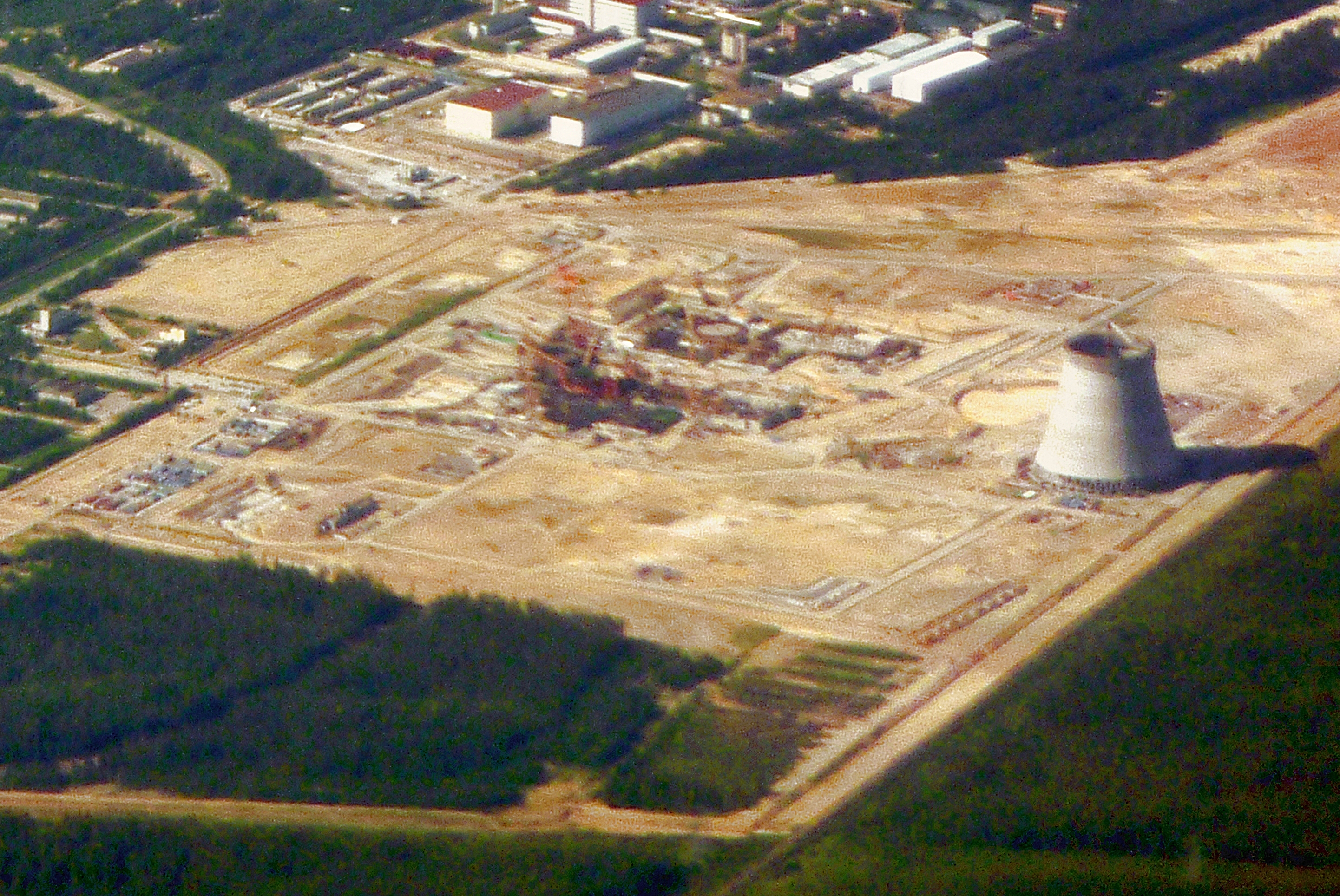
Ленинградская АЭС-2. Июль 2010 года

Проект сооружения Ленинградской АЭС-2 (ЛАЭС-2) входит в «Программу долгосрочной деятельности госкорпорации „Росатом“».
Торжественная закладка капсулы на месте будущей ЛАЭС-2 состоялась 30 августа 2007 года. В мероприятии приняли участие Председатель Государственной думы Борис Грызлов, руководитель госкорпорации «Росатом» Сергей Кириенко и губернатор Ленинградской области Валерий Сердюков.
28 февраля 2008 года победителем открытого конкурса по выбору генподрядчика на строительство двух первых энергоблоков ЛАЭС-2 было признано ОАО «СПбАЭП». А 14 марта был подписан государственный контракт, который состоит из выполнения проектно-изыскательских, строительно-монтажных и пусконаладочных работ, а также включает в себя поставку оборудования, материалов и изделий.
ЛАЭС-2 — результат эволюционного развития наиболее распространённого и наиболее технически совершенного типа станций — АЭС с ВВЭР (водо-водяными энергетическими реакторами). В качестве теплоносителя и в качестве замедлителя нейтронов в таком реакторе используется вода. Принятая в мире аббревиатура для этих реакторов — PWR (англ. pressurized water reactor, реактор с водой под давлением). Ближайший аналог — Тяньваньская АЭС в Китае, построенная также по проекту ОАО «СПбАЭП» и сданная в коммерческую эксплуатацию в 2007 году.
Проект ЛАЭС-2 отвечает современным международным требованиям по безопасности. В нём применены четыре активных канала систем безопасности (дублирующих друг друга), устройство локализации расплава, система пассивного отвода тепла из-под оболочки реактора и система пассивного отвода тепла от парогенераторов.  Ни одна из действующих станций в мире не оснащена подобной конфигурацией систем безопасности.
Электрическая мощность каждого энергоблока типа ВВЭР-1200 определена в 1198,8 МВт, теплофикационная — 250 Гкал/ч. Расчётный срок службы ЛАЭС-2 — 50 лет, основного оборудования — 60 лет. Ввод первого энергоблока был запланирован на 2015 год. Однако из-за низкого спроса на электроэнергию, запуск энергоблоков в промышленную эксплуатацию был перенесён на 2018 и 2019 годы, соответственно. 9 марта 2018 на первом энергоблоке завершён этап энергетического пуска, начат этап опытно-промышленной эксплуатации, в связи с чем, первый энергоблок перешёл в разряд действующих.

## Хронология реализации проекта Ленинградской АЭС-2
- Декабрь 2005: получены технические требования на проект перспективной АЭС с ВВЭР мощностью более 1000 МВт (унифицированный проект «АЭС-2006»).
- Июль 2006: утверждено техническое задание на базовый проект «АЭС-2006».
- Август 2007: состоялась торжественная закладка капсулы на месте будущего строительства ЛАЭС-2.
- Ноябрь 2007: утверждён проект ЛАЭС-2.
- Февраль 2008: выбран генподрядчик на строительство первой очереди ЛАЭС-2. Им стало ОАО «СПбАЭП».
- Март 2008: подписан государственный контракт на сооружение первой очереди ЛАЭС-2.
- Январь 2011: В период с 29 декабря Сосновоборский городской суд приостановил деятельность по сооружению станции по двум административным делам на 30 и 40 суток соответственно. Установлено отсутствие водопровода в хозяйственно-бытовых целях, временной сети канализации, недостатки в организации энергоснабжения, отсутствие пункта питания для работников (столовой), а также пожарного водоснабжения в соответствии с требованиями закона. Утром 11 января Сосновоборский городской суд рассмотрел ходатайство представителей ОАО «СПбАЭП» о досрочном прекращении исполнения постановлений суда. С 11 января 2011 года работы были возобновлены в полном объёме[5].
- 21 февраля 2012: между ОАО «Концерн Росэнергоатом», ОАО «СПбАЭП» и ФГУП «ГУССТ N3 при Спецстрое России» заключено соглашение, по условиям которого все права и обязанности генерального подрядчика переданы от СПбАЭП к ГУССТ.

### Блок 1
- Октябрь 2008: октябрь — залит «первый бетон» в фундаментную плиту здания реактора энергоблока № 1.
- Декабрь 2009: начало монтажа устройства локализации расплава

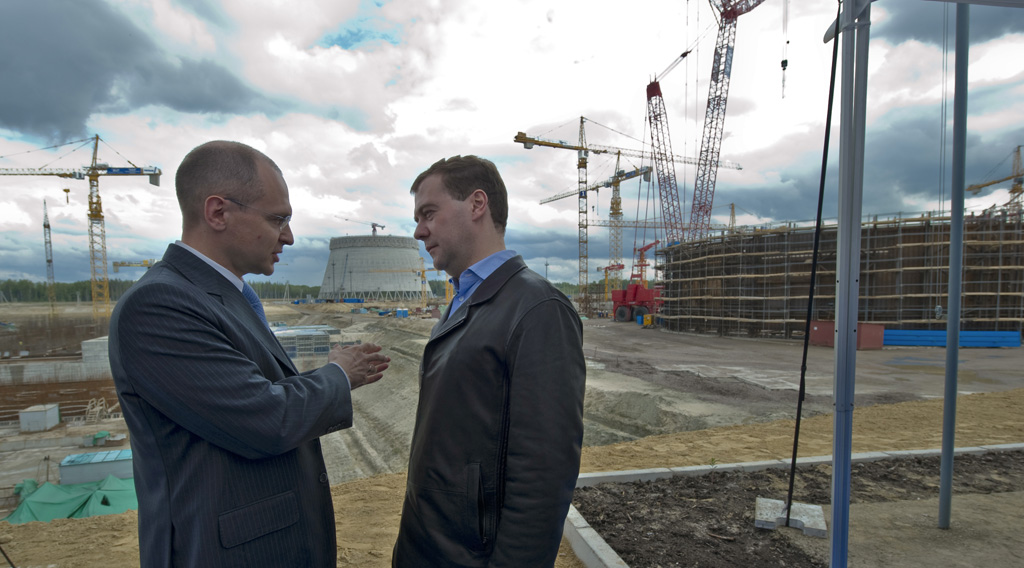
29 мая 2010 года, президент Дмитрий Медведев с главой Росатома Сергеем Кириенко осматривают стройплощадку.

- Октябрь 2010: завершено сооружение первой градирни[6]. Её высота — 150 м, что на тот момент являлось рекордом для подобных сооружений в России.
- 17 июля 2011: на строительной площадке первого энергоблока произошло обрушение арматурного каркаса[7][8].
- Февраль 2013: На здании реактора энергоблока № 1 выполнено устройство гермооблицовки ВЗО с отм. +22,00 до отм. +34,20; бетонирование ВЗО до отм. +19,50; бетонирование НЗО до отм. +19,50; бетонирование перекрытия на отм. +8,00; армирование шахты реактора до отм. +11,27. На здании турбины энергоблока № 1 выполнено бетонирование фундамента под турбоагрегат; монтаж кранов г/п 220т.,50,15; монтаж металлоконструкций ферм кровли; бетонирование стен выше отм. +15,90.
- 24 июля 2013: завершено сооружение второй градирни[9][10].
- В июле 2015 года строители с 20-метровой высоты уронили блок защитных труб ядерного реактора, в результате чего тот был полностью выведен из строя. Также повреждения получил бассейн выдержки отработавшего ядерного топлива, куда упал этот агрегат массой 70 т[11].
- В ноябре 2015 года в машинном зале первого энергоблока установлен на штатное место статор турбогенератора, который имеет длину 15 метров и вес около 440 тонн[12].
- Осенью 2015 года из-за низкого спроса на электроэнергию физический пуск первого реактора ЛАЭС-2 был отложен на год, до 2017 года. Ввод в промышленную эксплуатацию планируется ещё позднее. При этом испытания первого и строительство второго энергоблока решено не останавливать[4].
- 8 декабря 2017 года в активную зону реактора энергоблока № 1 загрузили первую из 163 тепловыделяющих сборок (ТВС) со свежим ядерным топливом, таким образом был начат физический пуск реактора[13].
- 6 февраля 2018 года: в реакторе энергоблока № 1 запущена управляемая цепная реакция, реактор выведен на минимально контролируемый уровень мощности.
- 16 февраля 2018 года завершена программа физического пуска энергоблока № 1. Испытания, проводимые на минимально контролируемом уровне мощности (уровень мощности менее 1 %), выполнены в полном объёме[14].
- 9 марта 2018 года в 09:19 мск состоялся энергетический пуск энергоблока № 1[15]
- 15 июня 2018 года энергоблок № 1 впервые выведен на 100 % мощность[16]
- 22 августа 2018 года на энергоблоке № 1 закончены испытания без замечаний[17]. Реактор был остановлен для подготовки к вводу в промышленную эксплуатацию, поставив за период тестирования 2,2 млрд квт•ч в единую энергосистему Северо-Запада России.
- 20 сентября 2018 года Федеральная служба по экологическому, технологическому и атомному надзору РФ (Ростехнадзор) выдала разрешение на допуск в эксплуатацию энергоустановки энергоблока № 1[18].
- Согласно данным базы данных реакторов МАГАТЭ, энергоблок № 1 переведён в коммерческую эксплуатацию 29 октября 2018 года[19].

### Блок 2
- Апрель 2010: залит «первый бетон» в фундаментную плиту здания реактора энергоблока № 2.
- Февраль 2013: На здании реактора энергоблока № 2 выполнено устройство облицовки ВЗО с отм. −1,25 до отм. +9,40; бетонирование НЗО с отм. −1,25 до отм. +2,50; бетонирование шахты реактора до отм. −1,25; устройство внутренних строительных конструкций до отм. −1,25.
- 22 января 2019 года на здании реактора энергоблока № 2 уложены все горизонтальные канаты системы предварительного напряжения защитной оболочки реактора[20].
- 18 марта 2019 года завершено возведение внутренней защитной оболочки реактора, что позволяет приступить к смыканию купола здания реактора[21].
- 17 июня 2019 года на энергоблоке № 2 закончен пролив на открытый реактор, подразумевающий проверку трубопроводов, соединяющих основное оборудование реакторной установки, и трубопроводов систем безопасности, связанных с первым контуром[22].
- 2 августа 2019 года закончена операция по установке транспортного шлюза, последнего крупногабаритного оборудования здания энергоблока № 2[23].
- 6 августа 2019 года на энергоблоке № 2 установлены электродвигатели главных циркуляционных насосов[24].
- 12 сентября 2019 года энергоблоке № 2 в корпус реактора успешно загружены полный комплект имитаторов тепловыделяющих сборок[25].
- 7 ноября 2019 года на энергоблоке № 2 смонтирована система предварительного напряжения внутренней защитной оболочки[26].
- 3 февраля 2020 года на энергоблоке № 2 завершено сооружение наружной защитной оболочки здания реактора[27].
- 5 февраля 2020 года на энергоблоке № 2 началась горячая обкатка реакторной установки[28].
- 11 июня 2020 года на энергоблоке № 2 завершилась горячая обкатка реакторной установки[29].
- 14 июля 2020 года завершена ревизия основного оборудования реакторной установки энергоблока № 2[30].
- 17 июля 2020 года Ростехнадзор выдал лицензию на эксплуатацию энергоблока № 2[31].
- 19 июля 2020 года начата загрузка ядерного топлива в реактор энергоблока № 2[32].
- 31 августа 2020 года энергоблок № 2 вышел на минимально контролируемый уровень мощности[33].
- 22 октября 2020 года энергоблок № 2 подключён к единой энергосистеме России[34].
- 6 ноября 2020 года Ростехнадзор выдал разрешение на начало опытно-промышленной эксплуатации энергоблока № 2[35].
- 3 января 2021 года энергоблок № 2 вышел на 100 % мощности[36].
- 1 ноября 2022 года без остановки блока за 6 дней завершена модернизация оборудования градирни — замена 12 000 сопел форсунок на больший диаметр для увеличения охлаждающей способности в целях исключения необходимости снижения мощности блока в особо жаркие дни[37].

### Блоки 3, 4
- Июнь 2010: получение лицензий на размещение 3-го и 4-го энергоблоков[38].
- июнь 2020: принято решение о начале разработки проекта на выполнение подготовительных работ по сооружению 3 и 4-го энергоблоков[39]. Застройщиком выступит концерн «Росэнергоатом», генеральным проектировщиком — «Атомпроект», главным конструктором реакторных установок — ОКБ «Гидропресс».
- 29 августа 2022 года начата расчистка площадки, чем дан старт подготовительным работам; до конца 2023 года планируется провести планировку территории[40]. Далее — вертикальная планировка территории, которая подготовит промышленную площадку к разработке котлована, прокладка временных сетей электро-водоснабжения и временных подъездных дорог. По плану подготовительные работы должны завершиться к маю 2023 года[41]. Параллельно с подготовительными работами начался ремонт основной дороги, ведущей от трассы регионального значения «Санкт-Петербург — Ручьи» к энергоблокам 3 и 4,  — всего протяжённость ремонта составляет 1,5 км. На период строительства этих блоков дорога имела статус временной и предназначалась для передвижения строительной техники и перемещения крупногабаритных элементов АЭС. За 10 лет эксплуатации эта дорога в значительной мере износилась. Принято решение о её реконструкции после вывоза грунта из котлованов под будущие блоки и завоза туда песка и щебня: установке освещения, прокладке тротуаров и т. п., после чего  обновленная дорога станет основным подъездом к АЭС[42].
- 14 ноября 2022 началось строительство первого из полутора сотен объектов — объединённой насосной станции противопожарного водоснабжения и автоматического пожаротушения блоков 3 и 4. Перед вводом блоков в эксплуатацию станция будет объединена «в кольцо» с аналогичными станциями блоков 1 и 2, что позволит увеличить расчётный запас воды с 3-х часов до 12-и. Завершение строительства объединённой насосной станции запланировано на конец 2023 года[43].

- 14 марта 2024 года на площадке Ленинградской АЭС-2 прошла церемония укладки первого бетона в основание реакторного здания блока №3 с ВВЭР‑1200. Начало строительства блока № 4 Ленинградской АЭС-2 намечено на 2025 год[3].
- 20 марта 2025 года на площадке Ленинградской АЭС-2 прошла церемония укладки первого бетона в основание реакторного здания блока №4 с ВВЭР‑1200[44].

## Энергоблоки
| Энергоблок    | Тип реакторов | Мощность | Мощность | Начало строительства | Подключение к сети | Ввод в эксплуатацию | Закрытие    |
| Энергоблок    | Тип реакторов | Чистая   | Брутто   | Начало строительства | Подключение к сети | Ввод в эксплуатацию | Закрытие    |
| ------------- | ------------- | -------- | -------- | -------------------- | ------------------ | ------------------- | ----------- |
| Ленинград 2-1 | ВВЭР-1200/491 | 1100 МВт | 1180 МВт | 25.10.2008           | 09.03.2018         | 29.10.2018          | 2078 (план) |
| Ленинград 2-2 | ВВЭР-1200/491 | 1101 МВт | 1181 МВт | 15.04.2010           | 22.10.2020         | 22.03.2021          | 2081 (план) |
| Ленинград 2-3 | ВВЭР-1200/491 | 1101 МВт | 1188 МВт | 14.03.2024           |                    | 2030                |             |
| Ленинград 2-4 | ВВЭР-1200/491 | 1101 МВт | 1188 МВт | 20.03.2025           |                    | 2032                |             |